# Tyra Banks
Tyra Banks (Tyra Lynne Banks, Inglewood, 4 de dezembro de 1973) é uma atriz,supermodelo, apresentadora e empresária norte-americana. Começou sua carreira como modelo aos 15 anos. De 1997 a 2005, ela foi uma "Angel" da Victoria's Secret, onde também foi a primeira modelo afro-americana a aparecer no catálogo da marca.
Banks começou a atuar em 1993, na quarta temporada da sitcom, Um Maluco no Pedaço, como Jackie. Em 2000, ela interpretou a boneca Eve no filme do Disney Channel, Life-Size; Também interpretou Jane Scott na série, Felicity. Outros filmes em que ela atuou incluem, Love Stinks (1999), Coyote Ugly (2000), Halloween: Resurrection (2002), Tropic Thunder (2008), Hannah Montana: The Movie (2009) e Life-Size 2 (2018). 
Em 2003, Banks criou, produziu e apresentou o reality show de competição America's Next Top Model, que durou vinte e duas temporadas, e foi exibido até outubro de 2015. De 2005 a 2010, ela apresentou seu próprio talk show,The Tyra Banks Show, e ganhou dois Daytime Emmy Awads de "Melhor Talk Show Informativo". Em 2020 a 2023, foi apresentadora do Dancing with the Stars.
Banks é dona da produtora, Bankable Productions, da sorveteria Smize & Dream (SMiZe Cream), e de sua própria marca de cosméticos, Tyra Beauty.

## Biografia
Tyra Lynne Banks nasceu em Inglewood, Califórnia, em 4 de dezembro de 1973. Sua mãe, Carolyn London, é uma fotógrafa médica, e seu pai, Donald Banks, é um consultor de informática. Ela tem um irmão, Devin, que é cinco anos mais velho. Em 1979, quando ela tinha seis anos, seus pais se divorciaram.

### 1990-1999
Banks começou a modelar quando tinha 15 anos e estudava na Immaculate Heart High School em Los Angeles. Ela foi rejeitada por quatro agências de modelos antes de ser contratada pela LA Models; Ela mudou para a Elite Model Management aos 16 anos. Em 1991, ela participou do videoclipe  "Black or White" de Michael Jackson, aparecendo na sequencia final do vídeo, onde pessoas de diferentes etnias se transformam umas nas outras; Ela também apareceu no videoclipe "Love Thing" de Tina Turner. No mesmo ano, ela teve a oportunidade de modelar na Europa, e mudou-se para Milão.

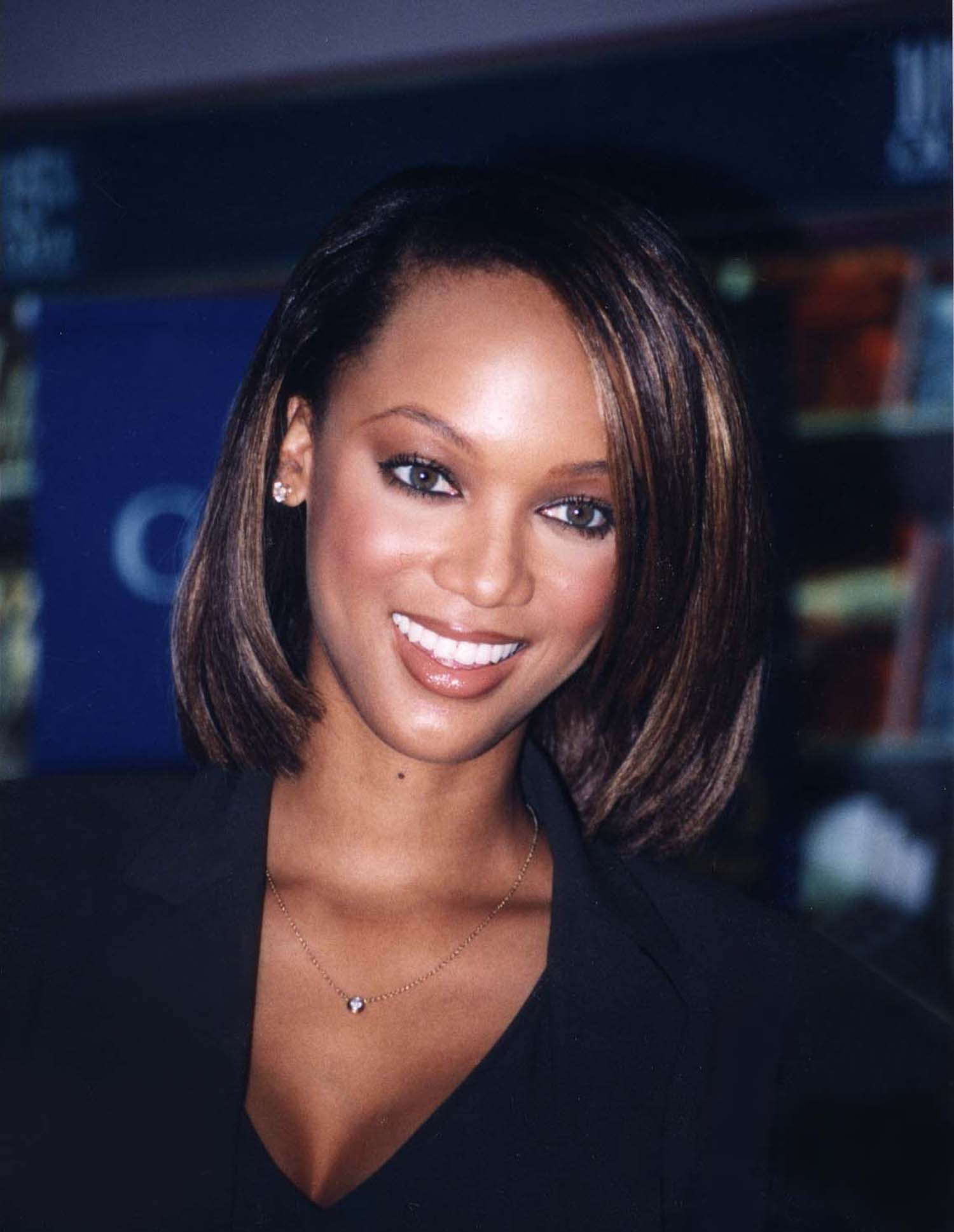
Banks em 1995.

Em 1992, Banks retornou aos Estados Unidos e assinou um contrato com a CoverGirl Cosmetics, se tornando o rosto principal das campanhas publicitárias da empresa, durante a década de 1990.  No mesmo ano, participou do videoclipe "Too Funky" de George Michael, ao lado de outras modelos famosas, como Linda Evangelista e Nadja Auermann.
Em 1993, estreou como atriz na quarta temporada da série The Fresh Prince of Bel-Air, na qual ela interpretou Jackie Ames, uma velha amiga e interesse amoroso do personagem de Will Smith. Seu primeiro papel no cinema veio em 1994, quando ela co-estrelou o drama Higher Learning. Em 1996, ela se tornou a primeira mulher afro-americana a aparecer na capa das revistas GQ e Sports Illustrated Swimsuit Issue. Em 1997, ela recebeu o prêmio da VH1 de "Supermodelo do Ano". No mesmo ano, ela se torna a primeira modelo negra no catálogo de lingerie da Victoria's Secret, tornando-se também uma das Angels. Em 1998, co-escreveu o livro intitulado "Tyra's Beauty, Inside and Out". O livro foi anunciado como um recurso para ajudar jovens mulheres a fazer o máximo proveito de sua beleza natural.

### 2000-2010

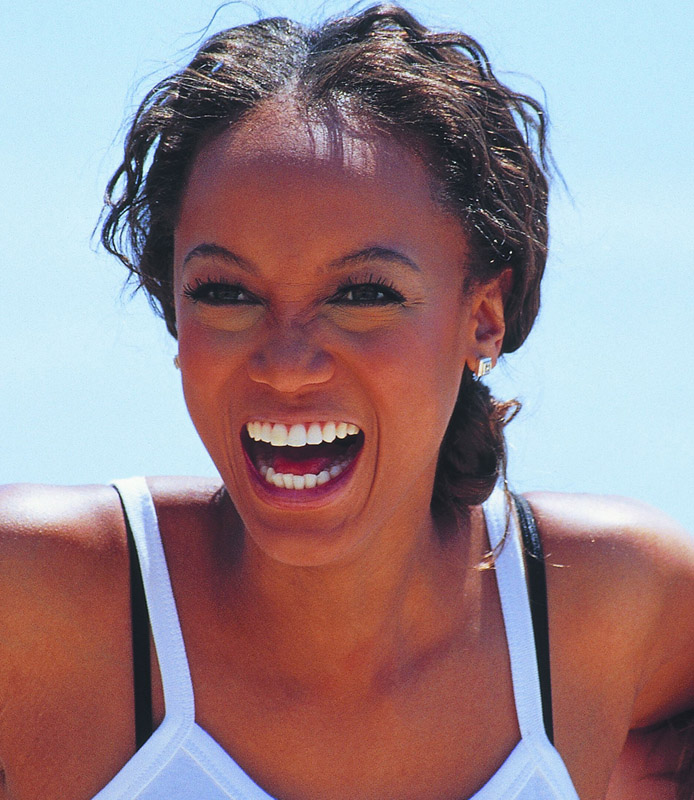
Tyra em Cannes, em 2007.

Em 2000, ela teve um papel recorrente na 3ª temporada da série Felicity, como Jane Scott. No mesmo ano, ela estrelou o filme do Disney Channel, Life-Size, ao lado de Lindsay Lohan, onde interpretou a boneca que ganha vida, Eve; Também atou no filme Coyote Ugly, como Zoe. Em 2002, ela atuou no filme de terror Halloween: Resurrection. No mesmo ano, ela inaugurou uma produtora, a "Ty Ty Baby Productions" - que logo mudou para "Bankable Productions". 
Em 2003, ela criou, produziu e apresentou o reality show de competição America's Next Top Model, que foi um sucesso e durou vinte e duas temporadas. Em 2004, ela fez uma participação na sitcom, All of Us, como Roni, irmã do personagem Dirk Black, no episódio "Brother, Where Art Thou?" da 1ª temporada. No mesmo ano, ela lançou seu primeiro single, "Shake Ya Body", com um videoclipe com concorrentes do ciclo 2 do America's Next Top Model.
Em maio de 2005, Banks se aposentou das passarelas para se concentrar em sua carreira televisiva, desfilando pela última vez no Victoria's Secret Fashion Show. Em 12 de setembro de 2005, ela estreou o The Tyra Banks Show, seu talk show diurno, que durou até 28 de maio de 2010; O programa venceu dois Daytime Emmy Awads de "Melhor Talk Show Informativo". Em 2009, ela apareceu no quarto episódio da terceira temporada da série Gossip Girl, interpretando Ursula Nyquist.

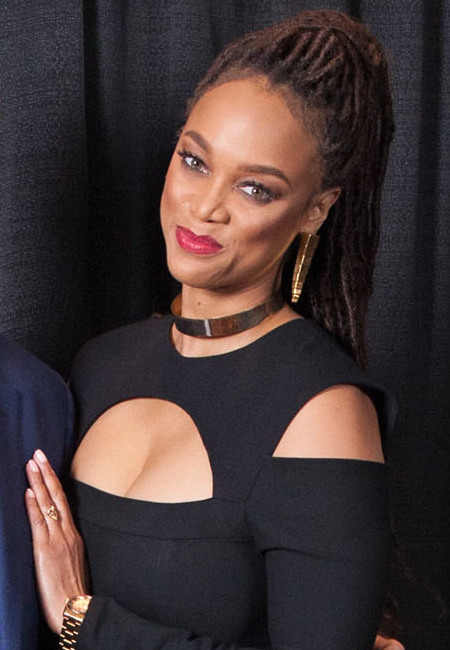
Tyra no "Oracle MME16 Conference", em 2016.

### 2011-2019
Em setembro de 2011, Banks publicou um romance para jovens adultos intitulado, Modelland, baseado em sua vida como modelo, que liderou a lista de mais vendidos do The New York Times. Em 2012, ela apareceu no seriado do Disney Channel, Shake It Up, interpretando uma bibliotecária escolar.
Em 2014, Banks fundou a marca de cosméticos Tyra Beauty. Em 2015, ela retorna a televisão com o talk show de mesa redonda, The FABLife, ao lado da modelo Chrissy Teigen, do estilista Joe Zee, da designer de interiores Lauren Makk e da personalidade do YouTube Leah Ashley. Ela deixou o programa após dois meses para se concentrar em compromissos comerciais.
Em 2018, Banks voltou a atuar no seu papel principal em Life-Size 2, que estreou no canal Freeform em 2 de dezembro. No mesmo ano, ela e sua mãe, Carolyn London, foram coautoras de um livro intitulado "Perfect is Boring".
Em 2019, ela saiu da aposentadoria da modelagem posando para uma capa comemorativa da Sports Illustrated Swimsuit Issue; Sua terceira capa para a publicação.

### 2020-presente
Em julho de 2020, Banks foi anunciada como a nova apresentadora do Dancing with the Stars, onde ela também atuou como produtora executiva. Ainda em 2020, Banks fundou a Smize & Dream (SMiZe Cream), uma marca de sorvetes inspirada nas memórias de infância de Banks de tomar sorvete com sua mãe Carolyn nas noites de sexta-feira. Ela abriu quiosques em Los Angeles, Washington, DC, Dubai e Sydney.
Em março de 2023, ela deixou o Dancing with the Stars, após três temporadas. Em 2024, ela voltou as passarelas e desfilou para o Victoria's Secret Fashion Show, como modelo de encerramento.

## Vida pessoal
Discreta sobre sua vida pessoal, poucos relacionamentos de Banks se tornaram públicos; Em 2009, durante uma entrevista especial ao The Oprah Winfrey Show, ela se abriu sobre relacionamentos abusivos e agressões que enfrentou. Seu namoro mais famoso foi com o pai de seu filho, o fotógrafo norueguês Erik Asla, durante a década de 2010. Ela lutou por anos contra a infertilidade, suas tentativas de engravidar por meio de fertilização in vitro não obtiveram sucesso. Em janeiro de 2016, seu filho York Banks Asla, nasceu por meio de barriga de aluguel gestacional. Banks disse que nunca usou drogas e evita beber.
Em fevereiro de 2012, Banks concluiu um curso de nove semanas de Gestão Empresarial na Universidade de Harvard.

Em janeiro de 2025, sua mansão em Los Angeles foi destruída nos incêndios de Palisades.